# Zbigniew Żyromski
Zbigniew Żyromski (ur. 19 czerwca 1930 w Monasterzyskach, zm. 9 czerwca 2018 we Wrocławiu) – ekonomista, działacz społeczny, dokumentalista i autor publikacji o Kresach Wschodnich. 

## Życiorys
Szkołę powszechną ukończył w rodzinnym mieście. Jego wujek, policjant Andrzej Franciszek Matejko, został rozstrzelany przez NKWD w Ostaszkowie w 1940 r. W maju 1944 ze względu na napady oddziałów UPA na okoliczne wioski wyjechał wraz z rodziną do Kołaczyc k. Jasła. Tutaj rozpoczął naukę w szkole średniej, a następnie wyjechał do Krakowa. Po zdaniu matury udał się do Wrocławia, gdzie ukończył studia na Wyższej Szkole Ekonomicznej. W tym mieście rozpoczął pracę zawodową w biurach projektów, która trwała do przejścia na emeryturę w 1994 r. 
Jego pasją życiową była dokumentacja historii i kultury Kresów Południowo-Wschodnich, a zwłaszcza województwa tarnopolskiego. W czasie licznych wyjazdów w rodzinne strony wykonał prawie 10 tys. fotografii, utrwalając ślady polskiej kultury. Równocześnie był aktywnym działaczem Oddziału Buczacz Towarzystwa Miłośników Lwowa i Kresów Południowo-Wschodnich, Zarządu Głównego Stowarzyszenia Upamiętnienia Ofiar Zbrodni Ukraińskich Nacjonalistów i Ogólnopolskiego Stowarzyszenia Rodzina Policyjna 1939. Był też członkiem redakcji pisma „Głos Buczaczan” oraz czasopisma „Na Rubieży”. 
Był także organizatorem odsłonięcie dwóch tablic pamiątkowych poświęconych Kresowianom poległym, pomordowanym i zmarłym w więzieniach w latach 1941–1945. Pierwsza, umieszczona pod chórem bazyliki mniejszej pw. św. Elżbiety we Wrocławiu, została odsłonięta w maju 2007 r. Upamiętnia ona ofiary z wsi Kowalówka, Dobrowody i Sawałuski w powiecie buczackim. Druga, odsłonięta w maju 2008 r., poświęcona jest ofiarom z Monasterzysk.
Pochowany został na cmentarzu Świętej Rodziny przy ul. Smętnej we Wrocławiu.

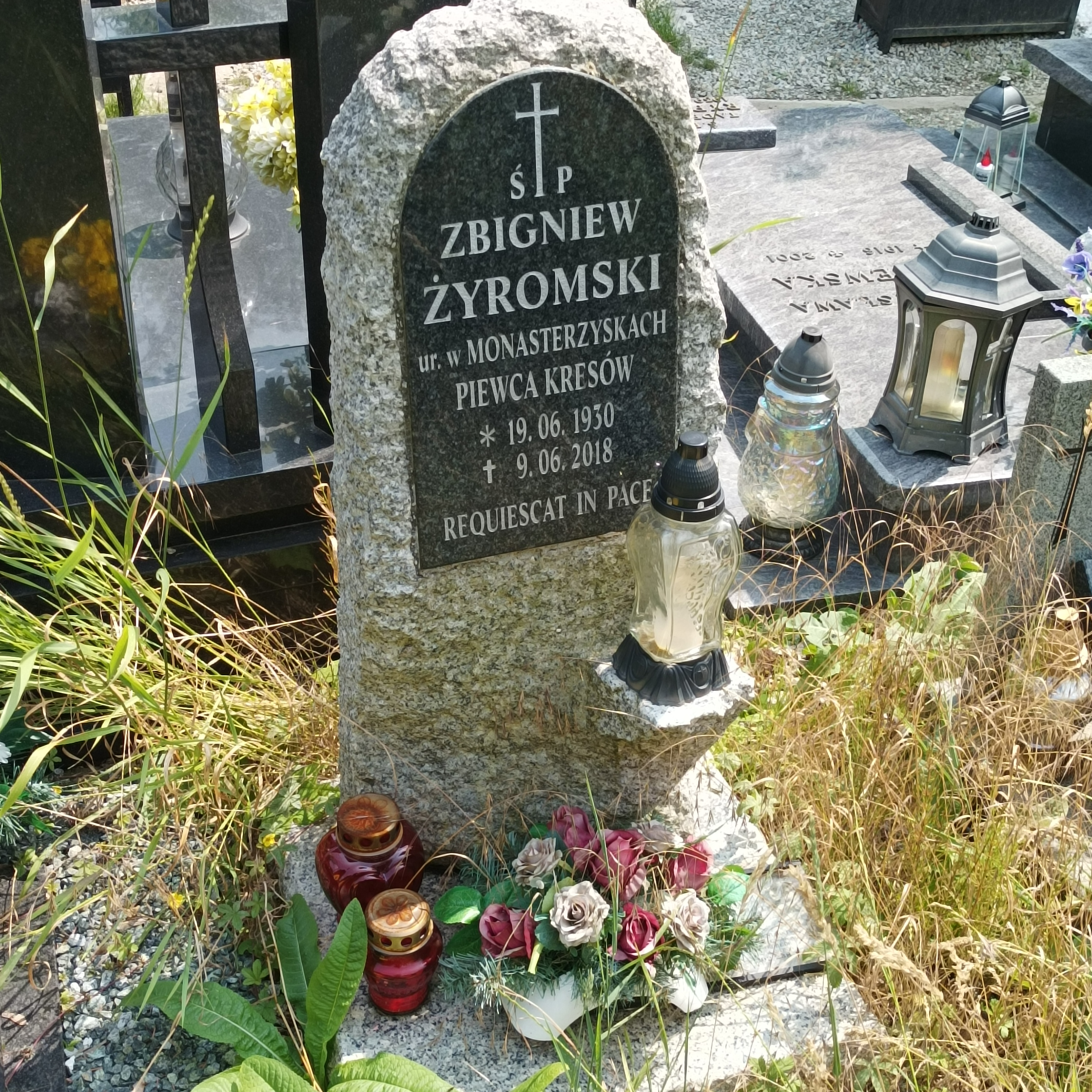
Grób Zbigniewa Żyromskiego na Cmentarzu Świętej Rodziny

## Publikacje
- "Historia jednej kresowej rodziny: rodowód Żyromskich przydomek Chwalibóg na tle dziejów miasta Monasterzyska”[2]
- "Monasterzyska wczoraj i dziś" (2003)[3]
- „Miasto kresowe Monasterzyska. Cmentarz katolicki” (2013)[4]
- „Obchody Święta Konstytucji i pochód 3 maja 1946 roku w Krakowie oraz mój w nim udział”[5]

## Odznaczenia
- Brązowy Krzyż Zasługi[1]
- Złoty Medal „Opiekun Miejsc Pamięci Narodowej”[1]
- Złota Odznaka Honorowa Zasłużony dla Województwa Dolnośląskiego[1]
- Medal i Złota Odznaka 25-lecia TMLiKPW[1]
- Pierścień Milenijny[1]